# Куруц, Родион
Родион Куруц (латыш. Rodions Kurucs; род. 2 мая 1998 или 5 февраля 1998, Цесис) — латвийский профессиональный баскетболист, играющий на позиции лёгкого форварда. Был выбран на драфте НБА 2018 года во втором раунде под общим сороковым номером.

## Профессиональная карьера

### ВЭФ (2014—2015)
В марте 2014 года Родион Куруц заключил многолетний контракт с латвийским клубом ВЭФ. До этого он выступал за молодежную команду ВЭФ во втором мужском дивизионе первенства Латвии по баскетболу (LBL2). Родион дебютировал в играх за основную команду в сезоне 2014/2015. Он выступил на международном юношеском турнире Евролиги в 2015 году.

### Барселона (2015—2018)
В июле 2015 года Родион Куруц подписал контракт на 4 года с испанским клубом «Барселона». Он играл за молодежную команду «Барселоны» в сезоне 2015/2016. Следующий сезон Родион провел в «Барселоне Б», которая выступала во втором по силе лиге первенства Испании по баскетболу.
Куруц сыграл первый матч в Евролиге 24 марта 2017 года против команды «Црвена звезда». Он провёл на паркете 3 минуты и набрал 2 очка. 13 июля 2018 года Родион договорился о расторжении контракта с «Барселоной». Клуб из Каталонии будет иметь права на игрока в случае, если он возвратится в европейский баскетбол.
Родион Куруц выставил свою кандидатуру на драфт НБА 2017 года. По мнению экспертов его могли выбрать в конце первого раунда драфта. 12 июня баскетболист отозвал свою кандидатуру с драфта.

### Бруклин Нетс (2018—2021)
22 июня 2018 года на драфте НБА 2018 года он был выбран «Бруклин Нетс» под общим сороковым номером. 16 июля 2018 года он заключил многолетний контракт с «Бруклин Нетс». 17 октября 2018 года Родион дебютировал в НБА в матче против «Детройт Пистонс». За 11 минут игрового времени он набрал 3 очка (игрок забил один из двух бросков из-за дуги). 19 октября в поединке против «Нью-Йорк Никс» Куруц набрал 11 очков, а на следующий день в матче против «Индиана Пэйсерс» на его счету было 12 баллов в графе результативность, но в начале четвертой четверти игрок получил травму. 12 декабря 2018 в матче против «Филадельфия Севенти Сиксерс» Родион Куруц впервые в НБА набрал 13 очков и сделал 3 перехвата. Игрок провёл на площадке четвертую четверть без замен, в ней на его счету было 7 баллов в графе результативность и он опекал Бена Симмонса по решению тренерского штаба «Нетс». 14 декабря 2018 в поединке против «Вашингтон Уизардс» Куруц впервые в НБА вышел на паркет в стартовой пятерке и обновил свой рекорд результативности в лиге до 15 очков. За игровое время около 29 минут он забил 5 из 6 бросков с игры и взял 6 подборов. Родион стал самым молодым игроком стартовой пятерки в истории «Нетс», который не является гражданином США. 21 декабря 2018 года в поединке против «Индиана Пэйсерс» игрок впервые в НБА преодолел отметку 20 очков. Родион набрал 24 очка, из которых 15 пришлось на вторую половину матча. Он забил 6 из 11 бросков с игры, включая 4 из 5 бросков из-за дуги, и отправил в корзину 8 из 10 штрафных бросков. 23 декабря 2018 года во встречи против «Финикс Санз» Куруц впервые в НБА сделал дабл-дабл из 16 очков и 10 подборов, которые являются рекордными для игрока в матче НБА. Кенни Аткинсон — главный тренер «Бруклин Нетс» увидел в Родионе защитный потенциал, поэтому игрок на своей половине площадке защищался против Девина Букера. 26 декабря 2018 года в поединке с 2 овертаймами против «Шарлотт Хорнетс» на счету Куруца был второй дабл-дабл подряд из 13 очков и 12 подборов, также он сделал 3 перехвата. В предпоследнем владении «Хорнетс» во 2 дополнительной пятиминутке игрок вынудил совершить потерю Малика Монк, после которой Джо Харрис совершил перехват и забил победный бросок. Обозреватели ESPN.com и New York Post отметили игру Родиона в защите в матче. 7 января 2019 года в матче против «Бостон Селтикс» игрок повторил свой рекорд результативности в НБА, который равен 24 очка. Родион забил 8 из 15 бросков с игры, включая 5 попаданий из 8 попыток трёхочковых бросков. 29 января 2019 года Родион получил приглашение на матч восходящих звёзд в сборную мира. За сборную мира Родион набрал 10 очков, сделал 4 подбора и отдал 5 передач.
4 марта 2019 года Родион Куруц в матче против «Даллас Маверикс» впервые в сезоне вышел в стартовом составе на позиции тяжёлого форварда. Он набрал 19 очков и забил 5 трёхочковых бросков из 7 попыток. 6 марта 2019 года Родион в поединке против «Кливленд Кавальерс» опекал Кевина Лава. Он сыграл 28 минут, набрал 10 очков, взял 7 подборов и сделал 3 блок-шота. 11 марта 2019 года Куруц в матче против «Детройт Пистонс» оборонялся против Блэйка Гриффина. Блэйк забил 1 бросок с игры из 10 попыток. На счету Родиона было 13 очков и 3 перехвата. 23 апреля 2019 года в пятом матче плей-офф 2019 первого раунда против «Филадельфия Севенти Сиксерс» Родион Куруц набрал 14 очков, но был удален с площадки. В течение сезона 2018/2019 Родион Куруц провёл несколько игр за клуб Джи-лиги НБА «Лонг-Айленд Нетс».
Родион Куруц играл в Летней лига НБА за «Бруклин Нетс». После изменения в составе «Нетс» перед началом сезона у игрока изменилась роль в команде. Родион должен хорошо играть в защите, собирать подборы и не допускать потери. В первых семи матчах регулярного сезона игрок совершал потери, а Торин Принс, который также выступает на позиции форварда, играл хорошо. Поэтому игровое время Куруца сократилось по сравнению с предыдущем сезоном. Родион потерял место в ротации «Бруклин Нетс» и выступал в Джи-лиги НБА за «Лонг-Айленд Нетс». 22 декабря 2019 года игрок вернулся в ротацию клуба после травмы Дэвида Нвабы. 2 января 2020 года Родион Куруц впервые в сезоне вышел в стартовой пятёрке "Бруклина"в матче против «Даллас Маверикс». 10 января 2020 года в поединке против «Майами Хит» Родион третий раз в сезоне был игроком стартового состава. Он набрал 19 очков и забил 7 из 9 бросков с игры (включая 4 из 5 трёхочковых броска). Куруц опекал в защите Джимми Батлера, когда оба игрока находились на площадке.
Сразу после приостановки сезона из-за коронавируса COVID-19 Родион Куруц полетел в Латвию. Там он отбыл двухнедельный карантин. Затем Родион тренировался с игроком «Вашингтон Уизардс» Дависом Бертансом. Позже Куруц работал с персональным личным тренером.
7 июля 2020 «Бруклин Нетс» отправились в Орландо для участия в возобновлении сезона 2019/2020 без семи основных игроков. Куруцу предоставится шанс быть стартовым форвардом команды. Родион также будет играть на позиции центрового. 22 июля в контрольном матче против «Нью-Орлеан Пеликанс» Родион Куруц выходил на замену вместо Джарретта Аллена, который является основным большим команды. За 20 минут игрового времени в матче он набрал 10 очков, забив 4 из 8 броска с игры. 25 июля в контрольной игре против «Сан-Антонио Спёрс» Родион был запасным центровым команда. Он набрал 17 очков и сделал 4 подбора, игрок забил 3 броска из-за дуги из 3 попыток. 27 июля в заключительном контрольном матче против «Юта Джаз» игрок набрал 13 очков и сделал 6 подборов в качестве запасного центрового, он забил 3 из 4 трёхочковых броска.
4 августа 2020 года в третьем матче рестарта сезона 2019/2020 против «Милуоки Бакс» впервые в Орландо Родион набрал 10 очков.

### Хьюстон Рокетс (2021)
14 января 2021 года в результате многостороннего обмена, связанного с переходом Джеймса Хардена в «Бруклин Нетс», Куруц был отправлен в «Хьюстон Рокетс». 16 января 2021 года игрок набрал первые очки за свой новый клуб. Он сыграл за «Рокетс» 11 матчей.

### Милуоки Бакс (2021)
19 марта 2021 года Куруц вместе Пи Джеем Такером был обменян из «Хьюстон Рокетс» в «Милуоки Бакс». 9 апреля 2021 года игрок в матче против «Шарлотт Хорнетс» дебютировал за новый клуб. Родион сыграл неполные 17 минут со скамейки запасных, ни набрал ни одного очка, взял 6 подборов, отдал 4 передачи, совершил 2 перехвата. 11 апреля 2021 года во встрече против «Орландо Мэджик» Куруц набрал первые 5 очков за «Милуоки». 12 мая 2021 года Родион был отчислен из «Милуоки».

### Партизан (2021—2022)
7 июля 2021 года игрок подписал контракт с «Партизаном». В мае 2022 года Куруц по согласованию с белградским клубом продолжил индивидуальные тренировки в Латвии, так как Родион не входил в планы главного тренера команды Желько Обрадовича. 23 июня 2022 года игрок расторг контракт с клубом по взаимному согласию сторон.
Куруц сыграл в Летней лиге НБА 2022 года за «Торонто Рэпторс».

### Реал Бетис (2022)
23 августа 2022 года Родион подписал контракт с «Реал Бетис». 30 октября 2022 в матче против «Уникахи» игрок получил травму и выбыл на неопределенный срок.

### Страсбур (2022—2023)
19 декабря 2022 года Куруц подписал контракт со «Страсбуром». 21 декабря в дебютном матче за новый клуб против венгерского клуба «Фалко» в Лиге чемпионов ФИБА 2022/2023 Родион набрал 14 очков.

### УКАМ Мурсия (2023—по н.в.)
29 июля 2023 года он подписал контракт с «УКАМ Мурсия».

## Сборная Латвии
Родион Куруц играл на домашнем чемпионате Европы по баскетболу среди юношей до 16 лет в 2016 году в Риге. Он помог сборной Латвии выйти в финал соревнования, где она уступила сборной Франции. Игрок в среднем за игру набирал 13,4 очка и делал 5,9 подборов. Куруца включили в символическую пятерку турнира. 22 августа 2023 года Родион был включён в заявку сборной Латвии на чемпионат мира 2023 года.

## Личная жизнь
Его брат Артур Куруц также является баскетболистом.
3 сентября 2019 года против Родиона Куруца были выдвинуты обвинения в домашнем насилии против бывшей девушки игрока в бруклинском суде. За собой обвинение в домашнем насилии Куруц не признал. 21 октября состоялось заседание суда. Прокуратура Бруклина не представила адвокату игрока улики против Родиона. Заседание суда было перенесено на 19 ноября. 19 ноября адвокат Куруца заявил об отсутствии фотографий и свидетельских показаний по делу о домашнем насилии. Новое заседание суда было назначено на 8 января 2020. 8 января 2020 года адвокат игрока сообщил, что прокуратура поздно передела ему материалы дела для ознакомления и он не успел их изучить. Следующее заседание суда пройдет 11 февраля 2020. 22 марта 2021 года стало известно, что по делу Куруца было недавно вынесено судебное решение. Родион признал себя виновным в хулиганстве, которое не является уголовным нарушением в Нью-Йорке. Обвинения в домашнем насилии были сняты. Игрок получил условное освобождение и его обязали пройти программу по борьбе с насилием в семье, рассчитанную на 16 недель.

## Достижения

### Клубные
- Бронзовый призёр Лиги чемпионов ФИБА: 2023/2024
- Чемпион Латвии (3): 2010/2011, 2012/2013, 2013/2014
- Обладатель Кубка Испании: 2018

### Сборная Латвии
- Серебряный призёр чемпионата Европы (до 16 лет): 2014

## Статистика

### Статистика в НБА
| Сезон                                                                                    | Команда | Регулярный сезон | Регулярный сезон | Регулярный сезон | Регулярный сезон | Регулярный сезон | Регулярный сезон | Регулярный сезон | Регулярный сезон | Регулярный сезон | Регулярный сезон | Регулярный сезон | Серия плей-офф | Серия плей-офф | Серия плей-офф | Серия плей-офф | Серия плей-офф | Серия плей-офф | Серия плей-офф | Серия плей-офф | Серия плей-офф | Серия плей-офф | Серия плей-офф |
| Сезон                                                                                    | Команда | GP               | GS               | MPG              | FG%              | 3P%              | FT%              | RPG              | APG              | SPG              | BPG              | PPG              | GP             | GS             | MPG            | FG%            | 3P%            | FT%            | RPG            | APG            | SPG            | BPG            | PPG            |
| ---------------------------------------------------------------------------------------- | ------- | ---------------- | ---------------- | ---------------- | ---------------- | ---------------- | ---------------- | ---------------- | ---------------- | ---------------- | ---------------- | ---------------- | -------------- | -------------- | -------------- | -------------- | -------------- | -------------- | -------------- | -------------- | -------------- | -------------- | -------------- |
| 2018/19                                                                                  | Бруклин | 63               | 46               | 20,5             | 45,0             | 31,5             | 78,3             | 3,9              | 0,8              | 0,7              | 0,4              | 8,5              | 4              | 3              | 17,1           | 40,0           | 25,0           | 77,8           | 5,0            | 0,8            | 0,5            | 0,0            | 6,3            |
| 2019/20                                                                                  | Бруклин | 47               | 9                | 14,5             | 44,6             | 36,7             | 63,2             | 2,9              | 1,1              | 0,5              | 0,1              | 4,6              | 4              | 1              | 14,6           | 55,0           | 0,0            | 0,0            | 3,3            | 0,8            | 0,3            | 0,5            | 5,5            |
| 2020/21                                                                                  | Бруклин | 5                | 0                | 3,2              | 33,3             | 50,0             | -                | 0,6              | 0,4              | 0,0              | 0,0              | 0,6              | Не участвовал  | Не участвовал  | Не участвовал  | Не участвовал  | Не участвовал  | Не участвовал  | Не участвовал  | Не участвовал  | Не участвовал  | Не участвовал  | Не участвовал  |
| 2020/21                                                                                  | Хьюстон | 11               | 0                | 6,8              | 23,8             | 13,3             | 50,0             | 1,0              | 0,4              | 0,5              | 0,4              | 1,2              | Не участвовал  | Не участвовал  | Не участвовал  | Не участвовал  | Не участвовал  | Не участвовал  | Не участвовал  | Не участвовал  | Не участвовал  | Не участвовал  | Не участвовал  |
| 2020/21                                                                                  | Милуоки | 5                | 0                | 6,7              | 62,5             | 75,0             | 100,0            | 1,8              | 0,8              | 0,6              | 0,0              | 3,0              | Не участвовал  | Не участвовал  | Не участвовал  | Не участвовал  | Не участвовал  | Не участвовал  | Не участвовал  | Не участвовал  | Не участвовал  | Не участвовал  | Не участвовал  |
|                                                                                          | Всего   | 131              | 55               | 16,0             | 44,4             | 32,9             | 73,9             | 3,1              | 0,9              | 0,6              | 0,3              | 6,0              | 8              | 4              | 15,9           | 47,5           | 12,5           | 63,6           | 4,1            | 0,8            | 0,4            | 0,3            | 5,9            |
| Наведите курсор мыши на аббревиатуры в заголовке таблицы, чтобы прочесть их расшифровку. |         |                  |                  |                  |                  |                  |                  |                  |                  |                  |                  |                  |                |                |                |                |                |                |                |                |                |                |                |

### Статистика в Джи-Лиге
| Сезон                                                                                    | Команда          | Регулярный сезон | Регулярный сезон | Регулярный сезон | Регулярный сезон | Регулярный сезон | Регулярный сезон | Регулярный сезон | Регулярный сезон | Регулярный сезон | Регулярный сезон | Регулярный сезон | Серия плей-офф | Серия плей-офф | Серия плей-офф | Серия плей-офф | Серия плей-офф | Серия плей-офф | Серия плей-офф | Серия плей-офф | Серия плей-офф | Серия плей-офф | Серия плей-офф |
| Сезон                                                                                    | Команда          | GP               | GS               | MPG              | FG%              | 3P%              | FT%              | RPG              | APG              | SPG              | BPG              | PPG              | GP             | GS             | MPG            | FG%            | 3P%            | FT%            | RPG            | APG            | SPG            | BPG            | PPG            |
| ---------------------------------------------------------------------------------------- | ---------------- | ---------------- | ---------------- | ---------------- | ---------------- | ---------------- | ---------------- | ---------------- | ---------------- | ---------------- | ---------------- | ---------------- | -------------- | -------------- | -------------- | -------------- | -------------- | -------------- | -------------- | -------------- | -------------- | -------------- | -------------- |
| 2018/19                                                                                  | Лонг-Айленд Нетс | 4                | 3                | 21,1             | 36,1             | 30,8             | 100,0            | 5,8              | 1,8              | 1,5              | 1,3              | 9,5              | Не участвовал  | Не участвовал  | Не участвовал  | Не участвовал  | Не участвовал  | Не участвовал  | Не участвовал  | Не участвовал  | Не участвовал  | Не участвовал  | Не участвовал  |
| 2019/20                                                                                  | Лонг-Айленд Нетс | 9                | 9                | 28,7             | 48,4             | 25,5             | 36,4             | 6,6              | 3,3              | 1,0              | 1,1              | 12,0             | Не участвовал  | Не участвовал  | Не участвовал  | Не участвовал  | Не участвовал  | Не участвовал  | Не участвовал  | Не участвовал  | Не участвовал  | Не участвовал  | Не участвовал  |
|                                                                                          | Всего            | 13               | 12               | 26,3             | 45,0             | 26,7             | 63,2             | 6,3              | 2,8              | 1,2              | 1,2              | 11,2             | Не участвовал  | Не участвовал  | Не участвовал  | Не участвовал  | Не участвовал  | Не участвовал  | Не участвовал  | Не участвовал  | Не участвовал  | Не участвовал  | Не участвовал  |
| Наведите курсор мыши на аббревиатуры в заголовке таблицы, чтобы прочесть их расшифровку. |                  |                  |                  |                  |                  |                  |                  |                  |                  |                  |                  |                  |                |                |                |                |                |                |                |                |                |                |                |

### Статистика в других лигах
| Сезон | Команда               | Лига                                             | GP  | GS  | MPG  | FG%   | 3P%  | FT%   | RPG | APG | SPG | BPG | PFL | TOV | PPG  |
| --- | --------------------- | ------------------------------------------------ | --- | --- | ---- | ----- | ---- | ----- | --- | --- | --- | --- | --- | --- | ---- |
| 2014/15 | Все клубы             | Все лиги                                         | 14  | 8   | 16,9 | 52,4  | 24,3 | 71,8  | 2,9 | 1,3 | 1,4 | 1,1 | 1,7 | 2,1 | 8,9  |
| 2014/15 | ВЭФ                   | Единая лига ВТБ                                  | 4   | 1   | 3,2  | 0,0   | 0,0  | -     | 0,5 | 0,0 | 0,3 | 0,0 | 0,5 | 1,3 | 0,0  |
| 2014/15 | ВЭФ                   | Квалификация Евролиги                            | 1   | 0   | 4,2  | 0,0   | 0,0  | -     | 2,0 | 2,0 | 0,0 | 0,0 | 1,0 | 0,0 | 0,0  |
| 2014/15 | ВЭФ                   | Кубок Европы                                     | 1   | 0   | 7,1  | 100,0 | -    | 100,0 | 0,0 | 0,0 | 0,0 | 0,0 | 0,0 | 0,0 | 7,0  |
| 2014/15 | ВЭФ                   | Чемпионат Латвии                                 | 1   | 0   | 2,7  | -     | -    | -     | 0,0 | 0,0 | 0,0 | 0,0 | 0,0 | 0,0 | 0,0  |
| 2014/15 | ВЭФ (Ю-18)            | Турнир в Каунасе                                 | 4   | 4   | 30,0 | 62,2  | 35,3 | 81,8  | 5,5 | 2,3 | 3,3 | 2,8 | 3,3 | 3,3 | 17,8 |
| 2014/15 | ВЭФ (Ю-18)            | Euroleague Basketball Next Generation Tournament | 3   | 3   | 29,9 | 38,2  | 16,7 | 66,7  | 5,0 | 2,3 | 2,0 | 1,3 | 2,7 | 3,7 | 15,7 |
| 2015/16 | Барселона (Ю-18)      | Euroleague Basketball Next Generation Tournament | 4   | 0   | 23,3 | 53,8  | 35,0 | 78,6  | 3,0 | 3,5 | 1,0 | 0,5 | 3,3 | 1,8 | 15,0 |
| 2016/17 | Все клубы             | Все лиги                                         | 25  | 17  | 20,5 | 43,5  | 31,6 | 79,6  | 2,7 | 1,4 | 0,7 | 0,7 | 2,8 | 1,7 | 9,2  |
| 2016/17 | Барселона             | Евролига                                         | 1   | 0   | 3,3  | 50,0  | 0,0  | -     | 0,0 | 0,0 | 0,0 | 0,0 | 0,0 | 0,0 | 2,0  |
| 2016/17 | Барселона Б           | ЛЕБ Голд                                         | 24  | 17  | 21,2 | 43,4  | 31,9 | 79,6  | 2,8 | 1,4 | 0,8 | 0,8 | 2,9 | 1,8 | 9,5  |
| 2017/18 | Все клубы             | Все лиги                                         | 26  | 5   | 15,1 | 44,1  | 32,8 | 76,9  | 1,8 | 1,0 | 1,2 | 0,5 | 2,7 | 1,3 | 7,1  |
| 2017/18 | Барселона             | Чемпионат Испании                                | 6   | 0   | 7,2  | 46,2  | 28,6 | -     | 0,5 | 0,3 | 0,8 | 0,3 | 2,0 | 0,5 | 2,3  |
| 2017/18 | Барселона             | Евролига                                         | 4   | 1   | 4,0  | 0,0   | -    | -     | 0,8 | 0,0 | 0,5 | 0,0 | 1,0 | 0,3 | 0,0  |
| 2017/18 | Барселона Б           | ЛЕБ Голд                                         | 16  | 4   | 20,8 | 44,5  | 33,3 | 76,9  | 2,6 | 1,5 | 1,5 | 0,8 | 3,3 | 1,9 | 10,7 |
| 2021/22 | Все клубы             | Все лиги                                         | 26  | 9   | 15,3 | 52,3  | 36,4 | 61,9  | 2,3 | 1,6 | 1,1 | 0,3 | 2,4 | 1,3 | 4,5  |
| 2021/22 | Партизан              | Лига ABA                                         | 14  | 6   | 15,3 | 48,1  | 42,1 | 66,7  | 2,1 | 2,0 | 1,0 | 0,3 | 2,2 | 1,4 | 5,0  |
| 2021/22 | Партизан              | Кубок Европы                                     | 9   | 2   | 12,8 | 64,7  | 50,0 | 50,0  | 2,1 | 0,9 | 1,2 | 0,1 | 2,3 | 1,4 | 3,1  |
| 2021/22 | Партизан              | Кубок Сербии                                     | 3   | 1   | 22,9 | 52,9  | 12,5 | -     | 3,7 | 1,7 | 1,3 | 0,7 | 3,3 | 1,0 | 6,3  |
| 2022/23 | Все клубы             | Все лиги                                         | 45  | 38  | 24,4 | 47,8  | 32,8 | 65,7  | 4,3 | 1,8 | 1,1 | 0,3 | 3,1 | 2,2 | 9,2  |
| 2022/23 | Реал Бетис            | Чемпионат Испании                                | 11  | 10  | 15,8 | 45,7  | 35,3 | 55,6  | 3,3 | 1,2 | 0,8 | 0,1 | 2,3 | 2,4 | 4,8  |
| 2022/23 | Реал Бетис            | Суперкубок Испании                               | 1   | 1   | 25,8 | 25,0  | 25,0 | 100,0 | 5,0 | 2,0 | 1,0 | 0,0 | 3,0 | 1,0 | 7,0  |
| 2022/23 | Страсбур              | Чемпионат Франции                                | 23  | 17  | 26,4 | 48,0  | 32,1 | 64,6  | 4,8 | 2,2 | 1,2 | 0,3 | 3,5 | 2,0 | 10,8 |
| 2022/23 | Страсбур              | Лига чемпионов ФИБА                              | 10  | 10  | 28,9 | 50,6  | 34,3 | 75,0  | 4,3 | 1,8 | 1,1 | 0,4 | 3,0 | 2,3 | 10,8 |
| 2023/24 | Все клубы             | Все лиги                                         | 57  | 35  | 21,0 | 50,2  | 30,7 | 66,0  | 3,7 | 1,6 | 1,3 | 0,3 | 3,2 | 2,2 | 7,7  |
| 2023/24 | УКАМ Мурсия           | Чемпионат Испании                                | 40  | 30  | 21,8 | 47,8  | 33,0 | 65,3  | 3,6 | 1,6 | 1,4 | 0,2 | 3,2 | 2,1 | 7,8  |
| 2023/24 | УКАМ Мурсия           | Лига чемпионов ФИБА                              | 15  | 5   | 19,8 | 56,4  | 23,8 | 67,7  | 4,3 | 1,7 | 1,1 | 0,4 | 2,8 | 2,2 | 7,6  |
| 2023/24 | УКАМ Мурсия           | Кубок Испании                                    | 1   | 0   | 18,8 | 75,0  | 0,0  | -     | 3,0 | 3,0 | 3,0 | 0,0 | 5,0 | 3,0 | 6,0  |
| 2023/24 | УКАМ Мурсия           | Суперкубок Испании                               | 1   | 0   | 10,9 | 50,0  | 0,0  | -     | 2,0 | 2,0 | 0,0 | 0,0 | 5,0 | 3,0 | 4,0  |
| Всего | Всего                 | Всего                                            | 197 | 112 | 19,9 | 48,2  | 31,8 | 70,2  | 3,2 | 1,6 | 1,1 | 0,4 | 2,8 | 1,9 | 8,0  |
| В Евролиге | В Евролиге            | В Евролиге                                       | 5   | 1   | 3,9  | 25,0  | 0,0  | -     | 0,6 | 0,0 | 0,4 | 0,0 | 0,8 | 0,2 | 0,4  |
| В Кубке Европы | В Кубке Европы        | В Кубке Европы                                   | 10  | 2   | 12,2 | 70,0  | 50,0 | 57,1  | 1,9 | 0,8 | 1,1 | 0,1 | 2,1 | 1,3 | 3,5  |
| В Лиге чемпионов ФИБА | В Лиге чемпионов ФИБА | В Лиге чемпионов ФИБА                            | 25  | 15  | 23,4 | 53,3  | 30,4 | 69,2  | 4,3 | 1,8 | 1,1 | 0,4 | 2,9 | 2,2 | 8,9  |
| В чемпионате Испании | В чемпионате Испании  | В чемпионате Испании                             | 57  | 40  | 19,1 | 47,4  | 33,0 | 64,2  | 3,2 | 1,4 | 1,2 | 0,2 | 2,9 | 2,0 | 6,7  |
| Наведите курсор мыши на аббревиатуры в заголовке таблицы, чтобы прочесть их расшифровку Статистика приведена с сайта basketball.realgm.com |                       |                                                  |     |     |      |       |      |       |     |     |     |     |     |     |      |